# Ludwig Leichner

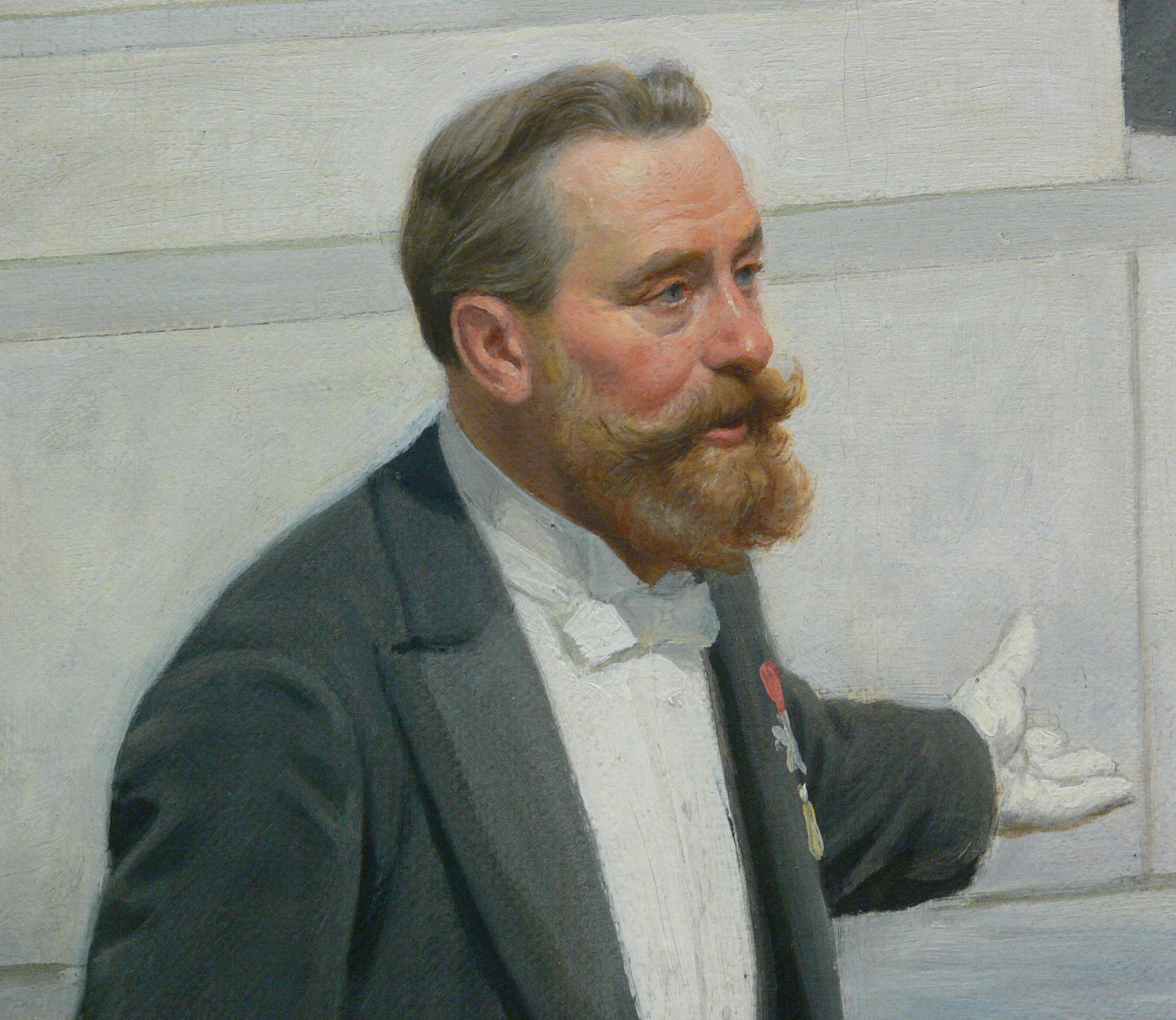
Ludwig Leichner, gemalt von Anton von Werner (Ausschnitt)

Ludwig Johann Leichner (* 30. März 1836 in Mainz; † 10. August 1912 in Dahlem) war ein deutscher Opernsänger (Bariton) und ein erfolgreicher Kosmetik-Fabrikant.

## Leben
Ludwig Leichner studierte zunächst Pharmazie an der Wiener Universität und arbeitete nebenbei als Praktikant in einer Apotheke. Er belegte bei dem Komponisten Heinrich Proch ein Gesangsstudium. Das Chemiestudium brach er vorerst ab, nachdem er unter dem Künstlernamen Raphael Carlo als Bariton zunächst ein Engagement in Bamberg, später weitere in Magdeburg, Königsberg, Köln und Stettin bekam, wobei er überwiegend in Opern von Richard Wagner sang.
Anfang der 1870er beschloss er sein Chemie-Studium wieder aufzunehmen, diesmal in Berlin bei dem Erfinder der Anilinfarben August Wilhelm von Hofmann. Aufgrund seiner Studien und seiner Erfahrungen als Sänger gelang es ihm, eine bleifreie Schminke zu erfinden, die dankbar angenommen wurde und ab 1873 zur Gründung der Poudre- und Schminkenfabrik Leichner führte, deren Produkte schon bald landesweit, nach Vorstellung auf der Weltausstellung in Paris 1878 und auf der Gewerbeausstellung in Berlin 1879 gefeiert, prämiert und danach auch international nachgefragt wurden.

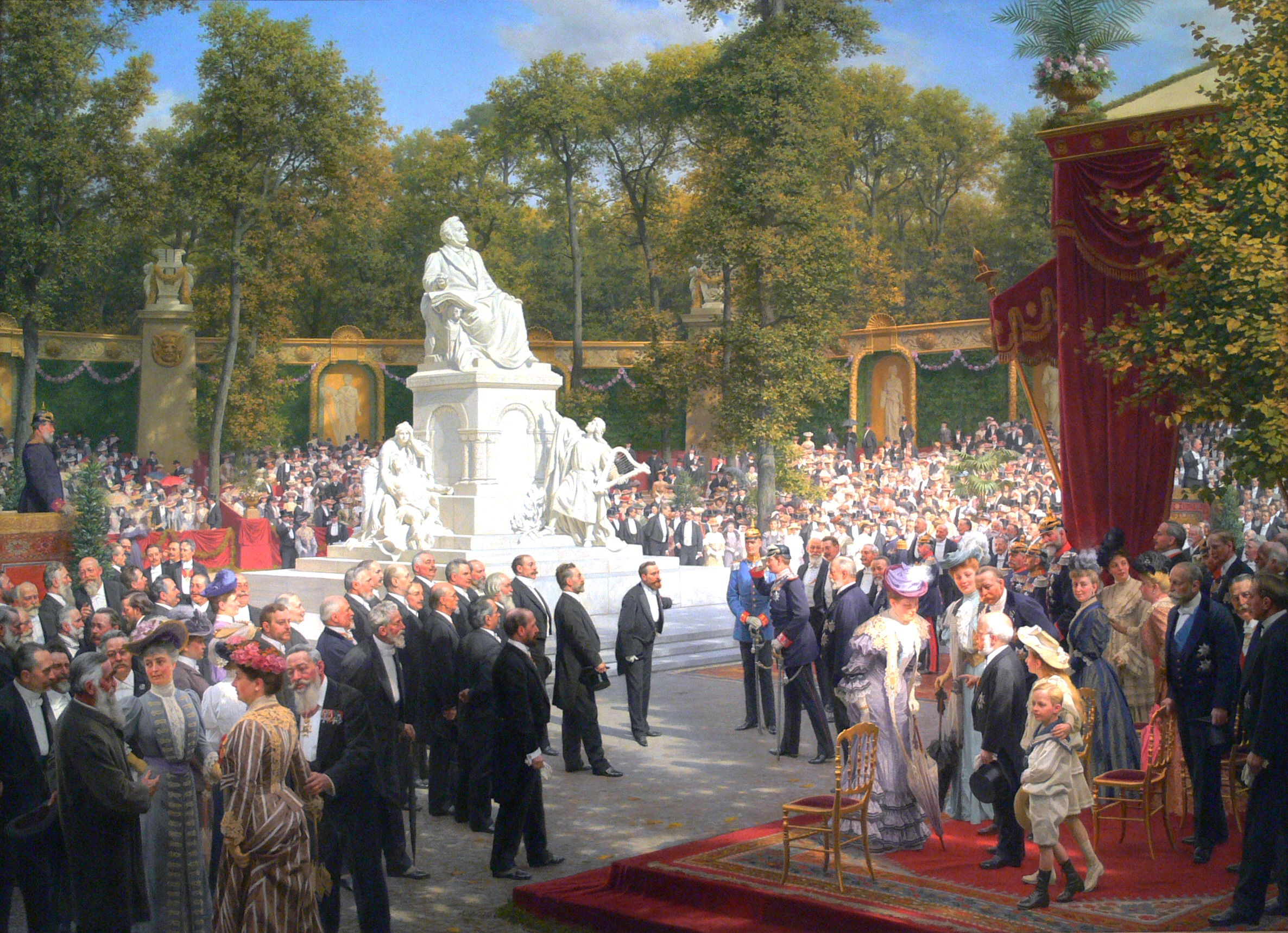
Anton von Werner: Festakt zur Eröffnung des Richard Wagner-Denkmals im Tiergarten (komplett)

1899 fertigte der Bildhauer Eugen Boermel, der bereits einen Theaterzuschauerraum für Leichners Firma entworfen hatte, eine Büste Leichners an. In Erinnerung an seine Liebe zu Wagner ließ Leichner vom Bildhauer Gustav Eberlein ein Wagner-Denkmal schaffen und 1903 im Berliner Tiergarten aufstellen. Zum Schutz vor Witterungseinflüssen wurde es 1987 überdacht.
Ludwig Leichner wurde auf dem Friedhof Dahlem beigesetzt. Sein Sohn führte die Firma erfolgreich weiter. Sie existierte bis 2003. Dann übernahm die Firma Polyco in Beimerstetten die Produktion unter dem Namen Leichner Kosmetik.